# Campeonato Sul-Americano de Corta-Mato de 1996
O 11º Campeonato Sul-Americano de Corta-Mato de 1996 foi realizado em Assunção, no Paraguai, entre os dias 24 e 25 de fevereiro de 1996. Participaram da competição 108 atletas de sete nacionalidades. Na categoria sênior masculino Herder Vásquez da Colômbia levou o ouro, e na categoria sênior feminino Stella Castro da Colômbia levou o ouro. 

## Medalhistas
Esses foram os campeões da competição. 
| Evento                   | Ouro                          | Ouro  | Prata                              | Prata | Bronze                             | Bronze |
| ------------------------ | ----------------------------- | ----- | ---------------------------------- | ----- | ---------------------------------- | ------ |
| Individual               |                               |       |                                    |       |                                    |        |
| Masculino sênior (12 km) | Herder Vásquez · Colômbia     | 38:19 | Daniel Lopes Ferreira · Brasil     | 38:27 | Sérgio Gonçalves da Silva · Brasil | 38:45  |
| Masculino júnior (8 km)  | Paulo Vitor Lunkes · Brasil   | 25:54 | Marilson Gomes dos Santos · Brasil | 26:09 | Hudson Santos de Souza · Brasil    | 26:20  |
| Masculino juvenil (4 km) | Pedro Herrera · Argentina     | 13:35 | Juan Marinoni · Argentina          | 13:42 | Antonio Baldi · Argentina          | 13:48  |
| Feminino sênior (6 km)   | Stella Castro · Colômbia      | 21:43 | Érika Olivera · Chile              | 21:51 | Nadir Sabino de Siqueira · Brasil  | 21:52  |
| Feminino júnior (4 km)   | Bertha Sánchez · Colômbia     | 14:21 | Fabiana Cristine da Silva · Brasil | 14:33 | Valquíria Silva Santos · Brasil    | 14:56  |
| Feminino juvenil (3 km)  | Vanesa Maraviglia · Argentina | 11:04 | Vanesa Davico · Argentina          | 11:22 | María Rodríguez · Uruguai          | 11:42  |
| Equipe                   |                               |       |                                    |       |                                    |        |
| Masculino sênior         | Brasil                        | 17    | Colômbia                           | 21    | Argentina                          | 40     |
| Masculino júnior         | Brasil                        | 6     | Argentina                          | 18    | Colômbia                           | 24     |
| Masculino juvenil        | Argentina                     | 6     | Paraguai                           | 15    |                                    |        |
| Feminino sênior          | Brasil                        | 8     | Argentina                          | 13    | Paraguai                           | 24     |
| Feminino júnior          | Brasil                        | 11    | Colômbia                           | 15    | Argentina                          | 20     |
| Feminino juvenil         | Argentina                     | 6     | Paraguai                           | 15    |                                    |        |

## Resultados da corrida

### Masculino sênior (12 km)
Individual
| Posição           | Atleta                    | Nacionalidade | Tempo |
| ----------------- | ------------------------- | ------------- | ----- |
| Medalha de ouro   | Herder Vásquez            | Colômbia      | 38:19 |
| Medalha de prata  | Daniel Lopes Ferreira     | Brasil        | 38:27 |
| Medalha de bronze | Sérgio Gonçalves da Silva | Brasil        | 38:45 |
| 4                 | José Guerrero             | Colômbia      | 39:01 |
| 5                 | Elenilson da Silva        | Brasil        | 39:09 |
| 6                 | Pedro Rojas               | Colômbia      | 39:13 |
| 7                 | Eder Moreno Fialho        | Brasil        | 39:22 |
| 8                 | Tranquilino Valenzuela    | Argentina     | 39:25 |
| 9                 | Darío Nuñez               | Argentina     | 39:40 |
| 10                | William Roldán            | Colômbia      | 39:51 |
| 11                | Leonardo Vieira Guedes    | Brasil        | 40:04 |
| 12                | Oscar Cortínez            | Argentina     | 40:20 |
| 13                | José Montenegro           | Argentina     | 40:27 |
| 14                | Néstor García             | Uruguai       | 40:45 |
| 15                | Antonio Soliz             | Argentina     | 41:11 |
| 16                | Antonio Ibañez            | Argentina     | 42:28 |
| 17                | Humberto Hermosilla       | Paraguai      | 44:25 |
| 18                | Javier Benítez            | Uruguai       | 45:33 |
| 19                | Ademar Araujo             | Uruguai       | 45:40 |
| 20                | Ángel Leyton              | Uruguai       | 46:28 |
| 21                | Ramón Aranda              | Paraguai      | 48:06 |
| 22                | Gustavo Ortega            | Paraguai      | 48:14 |
| 23                | Pedro Rodríguez           | Paraguai      | 49:44 |
| 24                | Juan Toledo               | Paraguai      | 51:09 |
| —                 | Daniel Castro             | Argentina     | DNF   |
| —                 | Porfirio Méndez           | Paraguai      | DNF   |
| —                 | Rubén Navarro             | Paraguai      | DNF   |
| —                 | Juan Pablo Juárez         | Argentina     | DNF   |

Equipe
| Daniel Lopes Ferreira     | 2     |
| Sérgio Gonçalves da Silva | 3     |
| Elenilson da Silva        | 5     |
| Eder Moreno Fialho        | 7     |
| (Leonardo Vieira Guedes)  | (n/s) |

| Herder Vásquez | 1  |
| José Guerrero  | 4  |
| Pedro Rojas    | 6  |
| William Roldán | 10 |

| Tranquilino Valenzuela | 8     |
| Darío Nuñez            | 9     |
| Oscar Cortínez         | 11    |
| José Montenegro        | 12    |
| (Antonio Soliz)        | (n/s) |
| (Antonio Ibañez)       | (n/s) |
| (Daniel Castro)        | (DNF) |
| (Juan Pablo Juárez)    | (DNF) |

| Néstor García  | 13 |
| Javier Benítez | 15 |
| Ademar Araujo  | 16 |
| Ángel Leyton   | 17 |

| Humberto Hermosilla | 14    |
| Ramón Aranda        | 18    |
| Gustavo Ortega      | 19    |
| Pedro Rodríguez     | 20    |
| (Juan Toledo)       | (n/s) |
| (Porfirio Méndez)   | (DNF) |
| ( Rubén Navarro)    | (DNF) |

* Nota: Os atletas entre parênteses não pontuaram para o resultado da equipe.

### Masculino júnior (8 km)
Individual
| Posição           | Atleta                    | Nacionalidade | Tempo |
| ----------------- | ------------------------- | ------------- | ----- |
| Medalha de ouro   | Paulo Vitor Lunkes        | Brasil        | 25:54 |
| Medalha de prata  | Marilson Gomes dos Santos | Brasil        | 26:09 |
| Medalha de bronze | Hudson Santos de Souza    | Brasil        | 26:20 |
| 4                 | Julián Peralta            | Argentina     | 26:28 |
| 5                 | Mauricio Ladino           | Colômbia      | 26:45 |
| 6                 | Rômulo Wagner da Silva    | Brasil        | 26:57 |
| 7                 | Rubén Vera                | Argentina     | 27:12 |
| 8                 | Oscar Meza                | Paraguai      | 27:15 |
| 9                 | Cristóbal Valenzuela      | Argentina     | 27:32 |
| 10                | Nelson González           | Colômbia      | 27:37 |
| 11                | Ariel Frías               | Argentina     | 27:50 |
| 12                | Marcos Silva              | Uruguai       | 28:01 |
| 13                | Wilmer Avendaño           | Colômbia      | 28:19 |
| 14                | Gustavo Pereira           | Uruguai       | 28:23 |
| 15                | Carlos Barrientos         | Paraguai      | 28:33 |
| 16                | Alberto González          | Argentina     | 29:18 |
| 17                | Israel Recalde            | Paraguai      | 31:28 |
| 18                | Lucas Panadero            | Paraguai      | 31:55 |
| 19                | Rodrigo Brambilla         | Paraguai      | 32:58 |
| —                 | Hugo Máscaro              | Paraguai      | DNF   |

Equipe
| Paulo Vitor Lunkes        | 1     |
| Marilson Gomes dos Santos | 2     |
| Hudson Santos de Souza    | 3     |
| (Rômulo Wagner da Silva)  | (n/s) |

| Julián Peralta       | 4     |
| Rubén Vera           | 6     |
| Cristóbal Valenzuela | 8     |
| (Ariel Frías)        | (n/s) |
| (Alberto González)   | (n/s) |

| Mauricio Ladino | 5  |
| Nelson González | 9  |
| Wilmer Avendaño | 10 |

| Oscar Meza          | 7     |
| Carlos Barrientos   | 11    |
| Israel Recalde      | 12    |
| (Lucas Panadero)    | (n/s) |
| (Rodrigo Brambilla) | (n/s) |
| (Hugo Máscaro)      | (DNF) |

* Nota: Os atletas entre parênteses não pontuaram para o resultado da equipe.

### Masculino juvenil (4 km)
Individual
| Posição           | Atleta             | Nacionalidade | Tempo |
| ----------------- | ------------------ | ------------- | ----- |
| Medalha de ouro   | Pedro Herrera      | Argentina     | 13:35 |
| Medalha de prata  | Juan Marinoni      | Argentina     | 13:42 |
| Medalha de bronze | Antonio Baldi      | Argentina     | 13:48 |
| 4                 | Gustavo Fontana    | Argentina     | 14:06 |
| 5                 | Christian González | Paraguai      | 14:16 |
| 6                 | Daniel Casas       | Argentina     | 14:57 |
| 7                 | William Panadero   | Paraguai      | 15:13 |
| 8                 | Daniel Ruíz        | Paraguai      | 15:37 |
| 9                 | Fernando Portillo  | Paraguai      | 15:50 |
| 10                | Fernando Orué      | Paraguai      | 15:51 |
| 11                | Carlos Ferreira    | Paraguai      | 16:53 |

Equipe
| Pedro Herrera     | 1     |
| Juan Marinoni     | 2     |
| Antonio Baldi     | 3     |
| (Gustavo Fontana) | (n/s) |
| (Daniel Casas)    | (n/s) |

| Christian González  | 4     |
| William Panadero    | 5     |
| Daniel Ruíz         | 6     |
| (Fernando Portillo) | (n/s) |
| (Fernando Orué)     | (n/s) |
| (Carlos Ferreira)   | (n/s) |

* Nota: Os atletas entre parênteses não pontuaram para o resultado da equipe.

### Feminino sênior (6 km)
Individual
| Posição           | Atleta                         | Nacionalidade | Tempo |
| ----------------- | ------------------------------ | ------------- | ----- |
| Medalha de ouro   | Stella Castro                  | Colômbia      | 21:43 |
| Medalha de prata  | Érika Olivera                  | Chile         | 21:51 |
| Medalha de bronze | Nadir Sabino de Siqueira       | Brasil        | 21:52 |
| 4                 | Verónica Páez                  | Argentina     | 22:13 |
| 5                 | Luciene Soares de Deus         | Brasil        | 22:24 |
| 6                 | Sebélia Maria de Vasconcelos   | Brasil        | 22:30 |
| 7                 | Esneda Londoño                 | Colômbia      | 22:53 |
| 8                 | María de los Ángeles Fernández | Argentina     | 22:59 |
| 9                 | Jorilda Sabino                 | Brasil        | 23:14 |
| 10                | Zulma Ortiz                    | Argentina     | 23:23 |
| 11                | Sandra Torres Álvarez          | Argentina     | 23:33 |
| 12                | Roxana Coronatti               | Argentina     | 24:05 |
| 13                | Mónica Pereira                 | Paraguai      | 24:11 |
| 14                | Lilian López                   | Paraguai      | 24:55 |
| 15                | Esmilsa Jiménez                | Paraguai      | 25:47 |
| 16                | Sandra Ponzo Gómez             | Uruguai       | 25:50 |
| 17                | Connie de Chang                | Paraguai      | 27:13 |
| 18                | Lourdes Cabrera                | Paraguai      | 27:41 |
| 19                | Eligia Cuevas                  | Paraguai      | 27:57 |
| —                 | Carmen Cáceres                 | Uruguai       | DNF   |

Equipe
| Nadir Sabino de Siqueira     | 1     |
| Luciene Soares de Deus       | 3     |
| Sebélia Maria de Vasconcelos | 4     |
| (Jorilda Sabino)             | (n/s) |

| Verónica Páez                  | 2     |
| María de los Ángeles Fernández | 5     |
| Zulma Ortiz                    | 6     |
| (Sandra Torres Álvarez)        | (n/s) |
| (Roxana Coronatti)             | (n/s) |

| Mónica Pereira    | 7     |
| Lilian López      | 8     |
| Esmilsa Jiménez   | 9     |
| (Connie de Chang) | (n/s) |
| (Lourdes Cabrera) | (n/s) |
| (Eligia Cuevas)   | (n/s) |

* Nota: Os atletas entre parênteses não pontuaram para o resultado da equipe.

### Feminino júnior (4 km)
Individual
| Posição           | Atleta                       | Nacionalidade | Tempo |
| ----------------- | ---------------------------- | ------------- | ----- |
| Medalha de ouro   | Bertha Sánchez               | Colômbia      | 14:21 |
| Medalha de prata  | Fabiana Cristine da Silva    | Brasil        | 14:33 |
| Medalha de bronze | Valquíria Silva Santos       | Brasil        | 14:56 |
| 4                 | Ana Rondón                   | Colômbia      | 14:58 |
| 5                 | María de los Ángeles Peralta | Argentina     | 15:01 |
| 6                 | Isabel Aparecida Boldo       | Brasil        | 15:09 |
| 7                 | Mariela Davico               | Argentina     | 15:10 |
| 8                 | Michelle Barreto Costa       | Brasil        | 15:19 |
| 9                 | Virginia Quijada             | Argentina     | 15:22 |
| 10                | Gabriela Cevallos            | Equador       | 15:27 |
| 11                | Yolanda Fernández            | Colômbia      | 15:29 |
| 12                | Susana Trinak                | Argentina     | 15:46 |
| 13                | Nancy Osorio                 | Equador       | 16:09 |
| 14                | Sandra Cevallos              | Equador       | 16:19 |
| 15                | Analía Rivarola              | Argentina     | 16:36 |
| 16                | Shiela Yegros                | Paraguai      | 17:16 |
| 17                | Rocío Rodríguez              | Paraguai      | 18:49 |
| 18                | Miriam Rodríguez             | Paraguai      | 19:49 |
| 19                | Antonia Lombardo             | Paraguai      | 20:19 |

Equipe
| Fabiana Cristine da Silva | 2     |
| Valquíria Silva Santos    | 3     |
| Isabel Aparecida Boldo    | 6     |
| (Michelle Barreto Costa)  | (n/s) |

| Bertha Sánchez    | 1  |
| Ana Rondón        | 4  |
| Yolanda Fernández | 10 |

| María de los Ángeles Peralta | 5     |
| Mariela Davico               | 7     |
| Virginia Quijada             | 8     |
| (Susana Trinak)              | (n/s) |
| (Analía Rivarola)            | (n/s) |

| Gabriela Cevallos | 9  |
| Nancy Osorio      | 11 |
| Sandra Cevallos   | 12 |

| Shiela Yegros      | 13    |
| Rocío Rodríguez    | 14    |
| Miriam Rodríguez   | 15    |
| (Antonia Lombardo) | (n/s) |

* Nota: Os atletas entre parênteses não pontuaram para o resultado da equipe.

### Feminino juvenil (3 km)
Individual
| Posição           | Atleta            | Nacionalidade | Tempo |
| ----------------- | ----------------- | ------------- | ----- |
| Medalha de ouro   | Vanesa Maraviglia | Argentina     | 11:04 |
| Medalha de prata  | Vanesa Davico     | Argentina     | 11:22 |
| Medalha de bronze | María Rodríguez   | Uruguai       | 11:42 |
| 4                 | Nancy Gallo       | Argentina     | 11:50 |
| 5                 | Laura Garciarena  | Argentina     | 11:59 |
| 6                 | Natalia Domínguez | Argentina     | 12:32 |
| 7                 | Rocío Duarte      | Paraguai      | 13:11 |
| 8                 | Sara González     | Paraguai      | 13:36 |
| 9                 | Ilsa Giménez      | Paraguai      | 15:35 |
| —                 | Lorena Viñas      | Argentina     | DNF   |

Equipe
| Vanesa Maraviglia   | 1     |
| Vanesa Davico       | 2     |
| Nancy Gallo         | 3     |
| (Laura Garciarena)  | (n/s) |
| (Natalia Domínguez) | (n/s) |
| (Lorena Viñas)      | (DNF) |

| Rocío Duarte  | 4 |
| Sara González | 5 |
| Ilsa Giménez  | 6 |

* Nota: Os atletas entre parênteses não pontuaram para o resultado da equipe.

## Quadro de medalhas
| Ordem | País      | Medalha de ouro | Medalha de prata | Medalha de bronze | Total |
| ----- | --------- | --------------- | ---------------- | ----------------- | ----- |
| 1     | Brasil    | 5               | 3                | 4                 | 12    |
| 2     | Argentina | 4               | 4                | 3                 | 11    |
| 3     | Colômbia  | 3               | 2                | 1                 | 6     |
| 4     | Paraguai  | 0               | 2                | 1                 | 3     |
| 5     | Chile     | 0               | 1                | 0                 | 1     |
| 6     | Uruguai   | 0               | 0                | 1                 | 1     |
|       | TOTAL     | 12              | 12               | 10                | 34    |

* Nota: O total de medalhas incluem  as competições individuais e de equipe, com medalhas na competição por equipe contando como uma medalha.

## Participação
De acordo com uma contagem não oficial, participaram108 atletas de sete nacionalidades.
| - Argentina (34) - Brasil (17) - Chile (1) | - Colômbia (12) - Equador (3) | - Paraguai (32) - Uruguai (9) |